# Hans Lokscha
Hans Lokscha (25. února 1895 Mariánské Hory – 4. května 1975 Tirol) byl československý politik německé národnosti a meziválečný poslanec Národního shromáždění za Německou křesťansko sociální stranu lidovou, později za Sudetoněmeckou stranu.

## Biografie
Pocházel z rolnické rodiny. Jeho předkové pocházeli ze Slezska a v 18. století se po sedmileté válce rozhodli pro rakouské občanství. V letech 1906–1913 vystudoval reálnou školu v Moravské Ostravě. Pak vystudoval Hochschule für Bodenkultur ve Vídni, kde roku 1919 získal titul inženýra. Podle jiného zdroje získal roku 1920 titul doktora zemědělských věd za práci Untersuchungen über die landwirtschaftliche Selbstversorgung Deutschoesterreichs. Předtím byl v březnu 1915 odveden během války do armády. Sloužil na ruské a tyrolské frontě. Během vysokoškolského studia byl aktivní ve studentských spolcích.
Od roku 1919 žil v Brně, musel tehdy po několik měsíců sloužit v československé armádě. Působil pak na brněnské německé technice (nejprve jako asistent) a byl zemědělským inspektorem německé sekce Moravské zemské zemědělské rady. V roce 1929 se habilitoval. Přitom už v roce 1924 měl získat na této škole profesuru, ale nebyl potvrzen, protože tehdy politicky patřil k aktivistickému křídlu Německé křesťansko sociální strany lidové v ČSR, které prosazovalo spolupráci s československým státem. Roku 1920 se podílel na oživení studentského spolku Nibelungia v Brně. Jako agronom se specializoval na rostlinnou výrobu.
Profesí byl zemědělským radou a docentem. Podle údajů z roku 1935 bydlel v Brně.
Od roku 1919 byl členem Německé křesťansko sociální strany lidové v ČSR. Už v V parlamentních volbách v roce 1929 měl za svou stranu kandidovat do Národního shromáždění, ale kvůli probíhající habilitaci to odmítl. Až v parlamentních volbách v roce 1935 se stal poslancem Národního shromáždění. Po volbách roku 1935 se o něm uvažovalo i jako o ministrovi československé vlády, protože němečtí křesťanští sociálové tehdy vstoupili do vládní koalice. Lokscha ale nabídku odmítl. Po sloučení Německé křesťansko sociální strany lidové se Sudetoněmeckou stranou přešel v březnu 1938 do jejího poslaneckého klubu. Na rozdíl od většiny svých kolegů z SdP neztratil na podzim 1938 v souvislosti se změnami hranic Československa svůj mandát a reprezentoval v pomnichovském Česko-Slovensku německou národnostní menšinu až do zrušení parlamentu roku 1939.
Za druhé světové války byl opět učitelem na brněnské německé technice. V roce 1943 se stal profesorem. Od června 1939 byl členem NSDAP (členství uznáno zpětně od 1. dubna 1939).
Po válce byl nejprve po tři roky vězněn, roku 1948 byl propuštěn a pak přesídlil roku 1949 do Rakouska a usadil se ve Vídni, kde působil (od roku 1954) jako ministerský rada na ministerstvu zemědělství. Jeho rodina se už roku 1945 vystěhovala do obce Tirol v Jižním Tyrolsku, kde měla příbuzné jeho manželka. V roce 1960 odešel Lokscha do penze a přesídlil za svou manželkou do Tirolu, kde také roku 1975 zemřel.